# Aethecerus punctifrons
Aethecerus punctifrons är en stekelart som beskrevs av Per Abraham Roman 1918. Aethecerus punctifrons ingår i släktet Aethecerus och familjen brokparasitsteklar. Arten är reproducerande i Sverige. Inga underarter finns listade i Catalogue of Life.